# آرکادی تومانیان
آرکادی داویتی تومانیان (اوکراینی: Аркадій Давидович Туманян؛ زادهٔ ۲۳ ژانویهٔ ۱۹۹۸ در خارکیف) بازیکن فوتبال در پست هافبک ارمنی‌تبار اهل اوکراین است.

## باشگاهی
از باشگاه‌هایی که در آن بازی کرده‌است می‌توان به باشگاه فوتبال چورنومورتس اودسا و باشگاه فوتبال متالیست خارکوف اشاره کرد.